# Campionat del Món de natació de 2017
El 17é Campionat del Món de natació (hongarès: 2017-es úszó-világbajnokság) es van celebrar a Budapest, Hongria del 14 al 30 de juliol de 2017.

## Selecció d'amfitrió
El 15 de juliol de 2011, al Congrés General biennal de la FINA a Xangai, la ciutat amfitriona del Campionat del Món de natació, Guadalajara, Mèxic es va anunciar com l'oferta guanyadora. Kazan, Rússia va ser guardonat amb el Campionat de 2015 en la mateixa votació, mentre que la candidatura del rival Hong Kong, Xina es va deixar sense recompensar. Canton (Xina) i Mont-real (Canadà) van retirar les seves ofertes poc abans de la votació.
Al febrer de 2015, Mèxic es va retirar d'acollir els campionats del món amb els organitzadors dient que no podien pagar l'etiqueta de preu de 100 milions de dòlars que acollirà l'esdeveniment aquàtic multiesportiu. L'11 de març de 2015, es va anunciar que Budapest acolliria els Campionats de 2017. La ciutat va ser originalment programada per acollir l'edició de 2021

## Llocs
Es localitzen els dos principals llocs de competició de Budapest: el Danube Arena, un complex de piscines interior completament nou per a la natació i salt a la riba oriental del Danubi just al nord de l'Illa de Margaret, i l'existent Estadi de Natació Alfréd Hajós, a l'illa de Margaret, per al waterpolo. Se celebren esdeveniments de natació a l'aire lliure al llac Balaton. Els salts alts i la natació sincronitzada se celebren a les instal·lacions temporals de Budapest.

## Horari
Un total de 75 esdeveniments de Medalla es realitzen en sis disciplines.
| ● | Cerimònia d'apertura | ● | Altres competicions | ● | Finals | ● | Cerimònia de tancament | M | Partits masculins | W | Partits femenins |

| Juliol                    | 14 | 15 | 16 | 17 | 18 | 19 | 20 | 21 | 22 | 23 | 24 | 25 | 26 | 27 | 28 | 29 | 30 | Total |
| ------------------------- | -- | -- | -- | -- | -- | -- | -- | -- | -- | -- | -- | -- | -- | -- | -- | -- | -- | ----- |
| Cerimònies                | ●  |    |    |    |    |    |    |    |    |    |    |    |    |    |    |    | ●  | 75    |
| Natació                   |    |    |    |    |    |    |    |    |    | 4  | 4  | 5  | 5  | 5  | 5  | 6  | 8  | 42    |
| Natació en aigües obertes |    | 1  | 1  |    | 1  | 1  | 1  | 2  |    |    |    |    |    |    |    |    |    | 7     |
| Natació sincronitzada     | ●  | 1  | 1  | 1  | 1  | 1  | 1  | 1  | 2  |    |    |    |    |    |    |    |    | 9     |
| Salts                     | ●  | 3  | 2  | 2  | 1  | 1  | 1  | 1  | 2  |    |    |    |    |    |    |    |    | 13    |
| Salts de gran altura      |    |    |    |    |    |    |    |    |    |    |    |    |    |    | ●  | 1  | 1  | 2     |
| Waterpolo                 |    |    | W  | M  | W  | M  | W  | M  | W  | M  | W  | M  | W  | M  | W  | M  |    | 2     |

## Taula de medalles
*   Nació amfitriona
| Posició | País           | Or | Plata | Bronze | Total |
| 1       | Estats Units   | 21 | 12    | 13     | 46    |
| 2       | Xina           | 12 | 12    | 6      | 30    |
| 3       | Rússia         | 11 | 6     | 8      | 25    |
| 4       | França         | 6  | 1     | 2      | 9     |
| 5       | Regne Unit     | 5  | 3     | 3      | 11    |
| 6       | Itàlia         | 4  | 3     | 9      | 16    |
| 7       | Austràlia      | 3  | 5     | 4      | 12    |
| 8       | Suècia         | 3  | 1     | 0      | 4     |
| 9       | Hongria        | 2  | 5     | 2      | 9     |
| 10      | Brasil         | 2  | 4     | 2      | 8     |
| 11      | Espanya        | 1  | 5     | 0      | 6     |
| 12      | Països Baixos  | 1  | 4     | 1      | 6     |
| 13      | Canadà         | 1  | 1     | 5      | 7     |
| 14      | Malàisia       | 1  | 0     | 1      | 2     |
| 14      | Sud-àfrica     | 1  | 0     | 1      | 2     |
| 16      | Croàcia        | 1  | 0     | 0      | 1     |
| 17      | Japó           | 0  | 4     | 5      | 9     |
| 18      | Ucraïna        | 0  | 2     | 7      | 9     |
| 19      | Alemanya       | 0  | 2     | 1      | 3     |
| 20      | Mèxic          | 0  | 2     | 0      | 2     |
| 21      | Corea del Nord | 0  | 1     | 1      | 2     |
| 22      | Txèquia        | 0  | 1     | 0      | 1     |
| 22      | Equador        | 0  | 1     | 0      | 1     |
| 22      | Polònia        | 0  | 1     | 0      | 1     |
| 25      | Belarús        | 0  | 0     | 2      | 2     |
| 26      | Dinamarca      | 0  | 0     | 1      | 1     |
| 26      | Egipte         | 0  | 0     | 1      | 1     |
| 26      | Sèrbia         | 0  | 0     | 1      | 1     |
| 26      | Singapur       | 0  | 0     | 1      | 1     |
| Total   | Total          | 75 | 76    | 77     | 228   |

## Nacions participants
- Afganistan (2)
- Albània (4)
- Algèria (4)
- Samoa Nord-americana (1)
- Andorra (2)
- Angola (5)
- Antilles Neerlandeses (4)
- Argentina (13)
- Armènia (7)
- Aruba (5)
- Austràlia (83)
- Àustria (9)
- Azerbaidjan (3)
- Bahames (2)
- Brunei (2)
- Bangladesh (3)
- Barbados (4)
- Belarús (28)
- Bèlgica (4)
- Benín (3)
- Bolívia (6)
- Bòsnia i Hercegovina (3)
- Botswana (3)
- Brasil (61)
- Illes Verges Britàniques (1)
- Brunei (2)
- Bulgària (8)
- Burkina Faso (3)
- Burundi (3)
- Cambodja (3)
- Canadà (83)
- Illes Caiman (1)
- República Centreafricana (1)
- Xile (8)
- Xina (93)
- Xina Taipei (9)
- Colòmbia (21)
- Comores (3)
- Illes Cook (2)
- Costa Rica (16)
- Costa d'Ivori (4)
- Croàcia (29)
- Cuba (13)
- Curaçao (3)
- Xipre (4)
- Txèquia (21)
- Dinamarca (15)
- Djibouti (2)
- República Dominicana (5)
- Equador (8)
- Egipte (35)
- El Salvador (4)
- Estònia (8)
- Illes Fèroe (4)
- Fiji (3)
- Finlàndia (11)
- Federació Internacional de Natació (2)
- França (59)
- Gàmbia (2)
- Geòrgia (6)
- Alemanya (51)
- Ghana (4)
- Regne Unit (51)
- Grècia (54)
- Grenada (3)
- Guam (4)
- Guatemala (6)
- Guinea (3)
- Guyana (3)
- Haití (3)
- Hondures (4)
- Hong Kong (13)
- Hongria (81) (Amfitrió)
- Islàndia (3)
- Índia (6)
- Indonèsia (9)
- Iran (1)
- Iraq (3)
- Irlanda (7)
- Israel (32)
- Itàlia (89)
- Jamaica (3)
- Japó (77)
- Jordània (6)
- Kazakhstan (46)
- Kenya (4)
- Corea del Nord (17)
- Corea del Sud (26)
- Kosovo (4)
- Kirguizstan (4)
- Laos (3)
- Letònia (7)
- Líban (4)
- Líbia (2)
- Liechtenstein (4)
- Lituània (11)
- Luxemburg (7)
- Macau (20)
- Macedònia (2)
- Madagascar (4)
- Malawi (3)
- Malàisia (11)
- Maldives (4)
- Mali (3)
- Malta (3)
- Illes Marshall (3)
- Maurici (3)
- Mèxic (46)
- Micronèsia (3)
- Moldàvia (4)
- Mònaco (2)
- Mongòlia (4)
- Montenegro (16)
- Marroc (3)
- Moçambic (4)
- Namíbia (5)
- Nepal (4)
- Països Baixos (39)
- Nova Zelanda (30)
- Nicaragua (3)
- Níger (3)
- Nigèria (3)
- Illes Mariannes Septentrionals (4)
- Noruega (3)
- Oman (1)
- Pakistan (2)
- República de Palau (3)
- Palestina (3)
- Panamà (6)
- Papua Nova Guinea (2)
- Paraguai (6)
- Perú (3)
- Filipines (7)
- Polònia (27)
- Portugal (12)
- Puerto Rico (4)
- Qatar (2)
- Romania (6)
- Rússia (91)
- Ruanda (2)
- Saint Lucia (3)
- Saint Vincent i les Grenadines (2)
- Samoa (3)
- Senegal (6)
- Sèrbia (28)
- Seychelles (4)
- Sierra Leone (3)
- Singapur (14)
- Eslovàquia (21)
- Eslovènia (7)
- Sud-àfrica (60)
- Espanya (51)
- Sri Lanka (3)
- Surinam (3)
- Federació de Membres Suspesos (2)
- Swazilàndia (3)
- Suècia (11)
- Suïssa (23)
- Síria (4)
- Tadjikistan (4)
- Tanzània (3)
- Tailàndia (4)
- Timor-Leste (1)
- Togo (2)
- Tonga (3)
- Trinitat i Tobago (2)
- Tunísia (3)
- Turquia (6)
- Turkmenistan (1)
- Uganda (3)
- Ucraïna (39)
- Emirats Àrabs Units (1)
- Estats Units (116)
- Uruguai (4)
- Uzbekistan (17)
- Veneçuela (15)
- Vietnam (6)
- I. Verges Nord-americanes (2)
- Iemen (3)
- Zàmbia (3)
- Zimbàbue (4)

## Covertura dels mitjans
En els Estats Units, NBCUniversal té drets sobre l'esdeveniment. Els esdeveniments seran televisats a la NBC, NBCSN, i al Olympic Channel. Al Regne Unit, els campionats s'han mostrat al BBC Red Button i BBC Two.